# I misteri della magia nera
I misteri della magia nera (Misterios de la magia negra) è un film del 1958 diretto da Miguel Delgado e prodotto dalla Alfa.

## Trama
Durante uno spettacolo della maga Eglé Elohim, il professor Tejeda, esperto di occulto e di stregoneria, scopre che la donna padroneggia alcune antiche formule della magia nera. Eglé è in realtà una strega del XV secolo discepola del negromante Urbano Galli, i cui segreti il professor Tejeda brama di conoscere. La donna, aiutata dal fido servitore Kerobal, getta un maleficio mortale su di lui e la sua assistente Laura; inoltre è decisa a riconquistare il suo antico amante usando il corpo di Raùl. Per ottenere questo dovrà però sacrificare Maria, figlia del professore e fidanzata di Raùl.